# 글로벌 프로젝트 나눔
글로벌 프로젝트 나눔은 2012년 2월 27일부터 2019년 8월 23일까지 방송되었던 EBS 1TV에서 방송되는 시사·교양 프로그램이다.

## 방송 시간
| 방송 채널 | 방송 기간                         | 방송 시간                             | 방송 분량 |
| --------- | --------------------------------- | ------------------------------------- | --------- |
| EBS 1TV   | 2012년 2월 27일 ~ 2012년 8월 13일 | 매주 월요일 밤 10:40 ~ 11:10          | 30분      |
| EBS 1TV   | 2013년 3월 1일 ~ 2013년 8월 16일  | 매주 금요일 저녁 7:30 ~ 8:00          | 30분      |
| EBS 1TV   | 2014년 9월 5일 ~ 2015년 8월 28일  | 매주 금요일 밤 8:20 ~ 8:50            | 30분      |
| EBS 1TV   | 2014년 8월 21일 ~ 2014년 8월 22일 | 매주 목요일 ~ 금요일 저녁 7:50 ~ 8:40 | 50분      |
| EBS 1TV   | 2015년 9월 6일 ~ 2017년 2월 26일  | 매주 일요일 아침 10:20 ~ 10:50        | 30분      |
| EBS 1TV   | 2017년 3월 5일 ~ 2018년 2월 25일  | 매주 일요일 아침 10:30 ~ 낮 11:00     | 30분      |
| EBS 1TV   | 2018년 3월 2일 ~ 2019년 8월 23일  | 매주 금요일 낮 11:20 ~ 11:50          | 30분      |